# Віялохвістка рудочерева
Віялохвістка рудочерева (Rhipidura hyperythra) — вид горобцеподібних птахів родини віялохвісткових (Rhipiduridae).

## Поширення
Вид поширений в Новій Гвінеї та на індонезійських островах Ару і Япен. Його природними середовищами існування є субтропічні або тропічні вологі низинні ліси та субтропічні або тропічні вологі гірські ліси.

## Підвиди
- R. h. hyperythra (G. R. Gray, 1858) — острови Ару (розташовані на південний захід від Нової Гвінеї).
- R. h. muelleri (A. B. Meyer, 1874) — західна та центральна Нова Гвінея, острів Япен.
- R. h. castaneothorax (E. P. Ramsay, 1879) — південний схід Нової Гвінеї.